# 謝臣·高維
謝臣·威廉·羅拔·高維（英語：Jason William Robert Crowe，1978年9月30日—），簡稱謝臣·高維（英語：Jason Crowe），出生在大倫敦錫德卡普，是一名英格蘭足球運動員，司職後衛，現時以短約形式效力英乙球會諾咸頓。

## 生平
阿仙奴
高維出身於阿仙奴青訓。由於他的位置與當時的正選球員李·迪臣重疊，故一直未能打進一隊陣容。1997年10月14日，他在對伯明翰的聯賽杯賽事中後備入替，然而在獲得首次上陣機會後僅33秒，他便因侵犯馬田·奧康納而被球證尤賴·厄倫尼逐出場，這是英格蘭足球史上首次上陣球員最快被逐出場的紀錄。其後，他僅替阿仙奴在聯賽杯和足總杯各上陣過一次。他在外借予水晶宮的借用期完結後，在1999年7月轉投樸茨茅夫。
樸茨茅夫
在以100萬英鎊身價加盟樸茨茅夫後，高維在效力首季上陣了29場，然而在翌季便被時任領隊東尼·佩利斯放上轉會名單。不久，他被外借至賓福特。在他效力樸茨茅夫的第三個季度，他上陣了23場並在對狼隊的賽事中攻入其加盟以來的首球。在他效力樸茨茅夫的最後一個季度，克洛上陣了17場並攻入4球。當季樸茨茅夫在贏得升班英超席位不久後，他成為時任領隊哈利·列納5名清洗球員名單的其中一位。
甘士比
高維被樸茨茅夫放棄後，轉投甘士比並簽下了兩年合約。2003/04季度，甘士比降班，他在其效力首季代表球會上陣了36場。翌季，他代表甘士比上陣了40場並攻入4球。隨著他的合同於2004年夏季完結，甘士比希望與他續約，與此同時，他亦吸引了其他球會希望與其簽下合約。最終，克洛轉會至諾咸頓。
諾咸頓
高維與諾咸頓簽下了兩年合約。他首季上陣46場並攻入兩球，協助球隊取得升班席位。2007年6月，他與諾咸頓續約兩年。2008/09球季，諾咸頓在最後一場聯賽賽事以0-3不敵列斯聯，因而降班至英乙後，諾咸頓向他開出新合約。
列斯聯
2009年6月16日，高維拒絕了諾咸頓所開出的新合約，並於2009年7月1日正式轉會至列斯聯。
奧連特
2011年1月31日高維先與列斯聯提前解約，然後免費轉投英甲球會，簽約至球季結束，球季結束後高維被放棄，期間合共上陣14場。
重返諾咸頓
2011年11月12日高維以短期合約加盟諾咸頓，為期至翌年1月。

## 榮譽
樸茨茅夫
- 甲組〈第二級〉聯賽冠軍： 2002/2003年；

諾咸頓
- 英乙聯賽亞軍： 2005/2006年；

## 外部連結
- 足球数据库：謝臣·高維的球员统计数据